# Payton Henson
Payton Henson (Siloam Springs, 22 december 1995) is een Amerikaans voormalig basketballer.

## Carrière
Henson speelde collegebasketbal voor de Tulane Green Wave en Vermont Catamounts van 2013 tot 2018. Hij werd niet gekozen in de NBA draft en tekende daarna zijn eerste profcontract bij het Nederlandse Heroes Den Bosch. In 2019 tekende hij bij de Poolse eersteklasser GTK Gliwice waar hij een seizoen speelde. Het seizoen erop tekende hij in december 2020 bij de Roemeense eersteklasser SCMU Craiova. Voor het seizoen 2021/22 tekende hij bij de Belgische eersteklasser Union Mons-Hainaut en speelde er een seizoen. Hij sloot hierna zijn profcarrière af.